# پیوتر سوبنیکوف
پیوتر سوبنیکوف (روسی: Пётр Петрович Собенников (۱۳ ژوئیه ۱۸۹۴ – ۱۴ اوت ۱۹۶۰) نظامی اهل روسیه بود.
وی برندهٔ جوایزی همچون مدال تسخیر کونیگسبرگ، نشان لنین، و نشان پرچم سرخ شده‌است.